# Club Atlético Unión (Sunchales)
O Club Atlético Unión, também conhecido como Unión de Sunchales, é um clube esportivo argentino localizado na cidade de Sunchales, no departamento de Castellanos, na província de Santa Fé, na Argentina. Foi fundado em 2 de abril de 1948 e ostenta as cores           verde e branco.
Sua principal atividade esportiva é o futebol profissional. O clube disputa atualmente o Torneo Federal A, uma das duas ligas que compõem a terceira divisão do sistema de ligas de futebol argentino.
O clube manda seus jogos no estádio de la Avenida, do qual é proprietário. A praça esportiva, também localizada na cidade de Sunchales, conta com capacidade para 5 000 espectadores.

## Títulos
| REGIONAIS | REGIONAIS          | REGIONAIS                | REGIONAIS | REGIONAIS                                | REGIONAIS |
| Divisão   | Competição         | Associação               | Títulos   | Temporadas                               | Ref.      |
| --------- | ------------------ | ------------------------ | --------- | ---------------------------------------- | --------- |
| Primeira  | Primera División A | Liga Rafaelina de Fútbol | 7         | 1986, 1989, 1999, 2001, 2008, 2009, 2014 | [ 9 ]     |